# روی کمپبل
ایگناتیوس رویستون داناکی کمپبل (به انگلیسی: Ignatius Royston Dunnachie Campbell)، معروف به روی کمپبل (به انگلیسی: Roy Campbell) (تولد ۲ اکتبر ۱۹۰۱ – مرگ ۲۳ آوریل ۱۹۵۷) شاعر، منتقد ادبی، مترجم ادبی، شاعر جنگی و هجو نویس اهل آفریقای جنوبی بود.
روی کمپبل در یک خانوادهٔ سفیدپوست با نسب اسکاتلندی در دوربان، مستعمره ناتال آفریقای جنوبی به دنیا آمد. وی برای تحصیل در دانشگاه آکسفورد به انگلستان فرستاده شد، اما به جای آن، روی کمپبل در جامعه ادبی بوهمیای لندن فرو رفت. پس از ازدواجش با یک بوهمیایی به نام مری گارمن، روی کمپبل شعر مورد استقبال «تراپین ملتهب» را نوشت که باعث شد تا کمپبل‌ها وارد بالاترین حلقه‌های ادبی بریتانیا شوند.
پس از حمایت از برابری نژادی در طول اقامتی که به عنوان سردبیر مجله ادبی «وورسلاگ» در آفریقای جنوبی داشت، کمپبل به انگلستان بازگشت و درگیر گروه بلومزبری شد. کمپبل در نهایت به این نتیجه رسید که گروه بلومزبری متکبر، همبستر، نیهیلیستی و ضد مسیحی هستند. او با نوشتن یک شعر مسخره به نام «جورجیاد» آن‌ها را مسخره کرد که باعث شد شهرت او به عنوان یک شاعر در محیط‌های ادبی دچار صدمه شود. پس از آن، کمپبل به کاتولیسیسم در اسپانیا گروید و حمایت صریح از فرانسیسکو فرانکو و ناسیونالیست‌ها، باعث شد تا توسط لیبرال‌های چپ‌گرای انگلستان به عنوان یک فاشیست شناخته شود که باعث لطمه خوردن بیشتر به شهرت او به عنوان یک شاعر شد. کمپبل در طول جنگ جهانی دوم در ارتش بریتانیا خدمت کرد. او به‌طور مختصر در جلسات گروه «اینکلینگز» حضور داشت و با سی.اس. لوئیس و جی.آر.آر. تالکین دوست شد.
در دوران پس از جنگ جهانی دوم، کمپبل به نوشتن و ترجمه شعر و سخنرانی ادامه داد. او همچنین به نویسندگان و متفکران سفیدپوست جنوب آفریقا، از جمله لورنز وان دیر پست، آلن پاتون و ایویس کریگ، در انتقاد از آپارتاید در آفریقای جنوبی پیوست. کمپبل در یک تصادف رانندگی در پرتغال در روز دوم عید پاک در سال ۱۹۵۷ جان خود را از دست داد.
اگرچه تی.اس. الیوت، دیلان توماس و ادیت سیتوِل، کمپبل را یکی از بهترین شاعران دوره بین جنگ اول و دوم جهانی می‌دانستند، اما اتهام فاشیست بودن که در دهه ۱۹۳۰ به او مطرح شد، همچنان باعث تضعیف شدن جدی او در پذیرشش شد، هرچند که برخی از منتقدان تلاش کردند تا شهرت او را به او بازگردانند.

## ازدواج
در تاریخ ۱۱ فوریه ۱۹۲۲، روی کمپبل و مری گارمن در کلیسای انگلیسی واقع در ودنزبری نزدیک محل زندگی خانوادگی او ازدواج کردند. از آنجاییکه کمپبل لباس رسمی نو نداشت، یک کت و شلوار رسمی دست دوم به مبلغ ۱۲ شیلینگ خریداری کرده بود. اما مری وحشت کرده و خواستار این شد که روی لباس روزمره خود را به تن کند. مری لباس سیاه بلندی با شنل طلایی پوشید، نه به خاطر غیرعادی بودن بلکه به دلیل نداشتن لباسی دیگر آن را پوشید. در طول مراسم، زمانی که کمپبل پیش می‌رفت و در برابر میز عبادت زانو می‌زد، سوراخ‌هایی در سطح کفش‌هایش آشکار شد. در پاسخ، پرستار سابق مری با ناراحتی می‌گفت: "اوه خدای من، همیشه فکر می‌کردم خانم مری با یک آقای متشخص که یک پارک دارد ازدواج خواهد کرد!"
بعداً روی کمپبل نوشت: «پدرم خیلی دیراز ماجرای ازدواج ما خبردار شد و نتوانست آن را متوقف کند. طبیعی بود که ناراحت شود چرا که من یک جوان کم سن و سال بودم و در این باره با او مشورت نکرده بودم، زیرا او همیشه با من خوب بوده و همیشه هر پولی را که در مواقع سختی از او خواسته بودم، برای من می‌فرستاد. بهانه من این بود و هنوز هم این است که نمی‌خواستم هیچ ریسکی برای ازدواج با این دختر کنم.»

## ارجاعات
1. ↑  Perkins, David (1976). A History of Modern Poetry. Cambridge: Belknap Press of Harvard University Press. pp. 184–186. ISBN 0-674-39946-3.
2. ↑  "Roy Campbell: Bombast and Fire" – Catholic Author’s article
3. ↑  Pearce 2004, pp. 53–54.
4. ↑  Pearce 2004, p. 53.
5. ↑  Roy Campbell (1952), Light on a Dark Horse: An Autobiography, Henry Regnery Company. Page 222.